# Lucky Jim (film 1914)
Lucky Jim è un cortometraggio muto del 1914 diretto da Frank Wilson.

## Trama
Il figlio di un medico usa dell'olio di ricino per curare la sorella di una Lady.

## Produzione
Il film fu prodotto dalla Hepworth.

## Distribuzione
Distribuito dalla Hepworth, il film - un cortometraggio di un rullo - uscì nelle sale cinematografiche britanniche nell'agosto 1914.
Fu distrutto nel 1924 dallo stesso produttore, Cecil M. Hepworth. Fallito, in gravissime difficoltà finanziarie, Hepworth pensò in questo modo di poter almeno recuperare il nitrato d'argento della pellicola.